# Zorzines recondita
Zorzines recondita är en fjärilsart som beskrevs av Inoue 1982. Zorzines recondita ingår i släktet Zorzines och familjen nattflyn. Inga underarter finns listade i Catalogue of Life.